# Berchezoaia
Berchezoaia – wieś w Rumunii, w okręgu Marmarosz, w gminie Remetea Chioarului. W 2011 roku liczyła 466 mieszkańców.